# Elżbieta Trocka-Leszczyńska
Elżbieta Trocka-Leszczyńska – polska architekt, profesor nauk technicznych.

## Życiorys
Stopnień doktora uzyskała w 1978 roku na podstawie pracy: Wysokościowy budynek biurowy jako element środowiska miejskiego, promotorem pracy był Bolesław Szmidt. Habilitowała się 24 czerwca 1996 roku w dziedzinie nauk technicznych (specjalizacja: architektura i urbanistyka) na podstawie pracy Wiejska zabudowa mieszkaniowa w regionie sudeckim roku na Wydziale Architektury Politechniki Wrocławskiej. 22 października 2007 roku uzyskała tytuł profesora nauk technicznych. Pracowała na Wydziale Architektury Politechniki Wrocławskiej jako profesor zwyczajny, następnie jako profesor, była również dziekanem tego wydziału.
Jest członkiem Polskiej Akademii Nauk. 

## Odznaczenia
- Medal za Wybitne Zasługi dla Rozwoju Politechniki Wrocławskiej (2015)[3]

## Dorobek naukowy
Jej główne obszary zainteresowań to: architektura drewniana, architektura regionalna, architektura użyteczności publicznej, teoria architektury. Zajmowała się m.in. architekturą regionalną Sudetów, architekturą w Parku Krajobrazowym Chełmy, urbanistyką Lądka-Zdroju. Była kierownikiem projektu naukowego Architektura kościołów drewnianych Opolszczyzny (od 2002 roku). Była współwykonawcą projektów naukowych Politechniki Wrocławskiej: Warunki podnoszenia jakości użytkowej mieszkań osób niepełnosprawnych na wybranych przykładach (2007–2009), Edukacja architektoniczna (2007). Napisała ponad 70 artykułów naukowych, które opublikowano m.in. w

### Publikacje książkowe (wybór)
- Elementy i detale architektury regionalnej dolnośląskiego pasma Sudetów (podręcznik; współautorka, 1982)[7]
- Vademecum rolnika w dziedzinie remontów, konserwacji, modernizacji i rozbudowy zagród dolnośląskiego pasma Sudetów (podręcznik; współautorka, 1984)[7]
- Stropy drewniane – remonty, naprawa (1987)[7]
- Wiejska zabudowa mieszkaniowa w regionie sudeckim (1996)[8]
- Architektoniczne kształtowanie krajobrazu ziemi opolskiej: Karta Opolska. Poradnik (współautorka; 1998)[7]
- Architektura na obszarze Sudetów: Sudety Środkowe, Wschodnie i Przedgórze Sudeckie  (współautorka; 1999)[7]
- Międzygórze: Dzieje i architektura (2006)[7]
- Projektowanie architektury na terenach o szczególnych walorach krajobrazowych i uzdrowiskowych (autorka rozdziału: Możliwości kontynuacji architektury regionalnej w Sudetach; 2012)[9]
- Ergonomiczna przestrzeń publiczna dla aktywnych (współautorka; 2015)[10]
- Projektowanie szkół dla dzieci z dysfunkcją wzroku – architektura niewidzia(l)na (współautorka; 2016)[11]
- Problematyka ewakuacji dzieci niepełnosprawnych z budynków szkół integracyjnych i specjalnych (współautorka; 2017)[12]
- Projektowanie informacji wizualnej i dotykowej w szkołach dla dzieci z dysfunkcją narządu wzroku (współautorka; 2017)[13]